# Heinz Schifferdecker
Heinz Schifferdecker  (* 13. Juli 1889 in Ludwigshafen am Rhein; † 25. Januar 1924 in Mannheim) war ein deutscher Maler.

## Leben
Der Sohn eines Malermeisters absolvierte zunächst eine Lehre im Betrieb des Vaters. Danach ging er nach Karlsruhe und wurde Schüler des Kirchenmalers Joseph Himmel, bei dem er die Dekorationsmalerei erlernte. Erfüllt vom Wunsch, Kunst zu studieren, bewarb er sich gegen den Willen des Vaters mit Erfolg an der Akademie der Bildenden Künste in Karlsruhe, wo er zwischen 1908 und 1912 bei Eichhorn, Berberuth und Koch studierte. Da er von den Eltern nicht unterstützt wurde, verdiente er sich seinen Lebensunterhalt als Plakat- und Dekorationsmaler. Im Ersten Weltkrieg wurde er 1915 als Soldat in Flandern eingesetzt. 1916 nahm er am Polen-Feldzug teil, wo er verwundet wurde und ein Auge verlor. Nach seiner Genesung richtete er sich im rechten Flügel des Mannheimer Schlosses ein Atelier ein, in dem er bis zu seinem frühen Tod im Jahre 1924 arbeitete.

## Werk
Heinz Schifferdeckers Werk war in den Anfängen bestimmt von dekorativen Ansätzen. Der Kunsthistoriker Clemens Jöckle bemerkt, dass sich die Malerei des Künstlers unter dem Eindruck der Geschehnisse des Ersten Weltkrieges ab dem Jahr 1917 zu innerer Dramatik steigerte, „um dann kraftvoll und lyrisch zugleich in den drei letzten Lebensjahren zwischen 1921 und 1923 zu werden“. Neben Aktdarstellungen, Porträts und Stillleben finden sich vor allem Landschaftsbilder, die Motive aus dem Odenwald und vom Haardtrand zeigen. Stilistisch bewegte sich Heinz Schifferdecker dabei im Bereich des Impressionismus, wobei er sich an Max Slevogt und Lovis Corinth orientierte. Die Landschaften der letzten Lebensjahre werden in der Literatur mit dem Spätwerk von Wilhelm Trübner verglichen. Heinz Schifferdeckers Werk wird in einem Atemzug mit dem Schaffen der bekannten „Malerfürsten“ der Pfalz, wie Otto Dill oder Albert Haueisen genannt. Clemens Jöckle kommt zu dem Schluss, dass es dem Künstler durch seinen frühen Tod nicht vergönnt war, „den Platz in der Kunstgeschichte zu erhalten, der ihm gebührt“.

## Ausstellungen (Auswahl)
- 1989 Heinz Schifferdecker, Otto-Ditscher-Galerie im Kreishaus Ludwigshafen
- 2013 Heinz Schifferdecker, Slevogt-Galerie in der Villa Ludwigshöhe Edenkoben[5]

## Ehrung
Am 28. August 1995 wurde Schifferdecker im Ludwigshafener Stadtteil Melm-Notwende eine Straße gewidmet. 